# WWF WrestleMania 2000
WWF Wrestlemania 2000 est un jeu vidéo de catch professionnel commercialisé en 1999 (2000 au Japon) sur console Nintendo 64 (N64). Il est basé sur le pay-per-view annuel, propriété de la World Wrestling Federation (WWF ; actuellement WWE), WrestleMania. Commercialisé durant l'Attitude Era, WrestleMania 2000 a marqué le grand début du partenariat entre THQ et la WWF. La compagnie de catch professionnel a mis un terme à ses relations avec Acclaim Entertainment après avoir assisté au succès de son compétiteur, World Championship Wrestling.
Le jeu est plus tard suivi d'une suite intitulée WWF No Mercy en 2000. Au Japon, un titre pour contrer le jeu a été développé et s'intitule Virtual Pro Wrestling 2: Ōdō Keishō.

## Système de jeu
WrestleMania 2000 utilise un moteur de jeu auparavant utilisé dans WCW/nWo Revenge. Plus de 50 superstars ont été incluses dans le jeu, et, à l'exception de la liste de mouvements déjà existants, chacune d'entre elles peuvent être éditées au bon vouloir du jeu. Faisant usage du même système, le mode Create-a-Wrestler (créer un catcheur) est étendu. Le joueur peut également assigner des mouvements en provenance d'une grande liste. Les modes WWF habituels tels que les modes Royal Rumble et King of the Ring ont été inclus, en plus d'un mode pay-per-view, permettant au joueur de créer un style unique ou de recréer les pay-per-views diffusés par l'émission de télévision. Le joueur peut également créer ses propres ceintures et titres.
Le mode histoire (story mode) met en scène le parcours du joueur. Dans la peau d'un catcheur débutant, le joueur grimpe d'échelon en échelon au fur et à mesure de la progression du jeu, entrant en compétition avec d'autres catcheurs, gagnant de nombreux titres et accéder à l'événement de WrestleMania 2000. Bien que le mode histoire soit long, selon le nombre de matchs auxquels le joueur participe, il n'existe pas de scénario concret et si le joueur perd un match, celui-ci est simplement enregistré et ne modifie en aucun cas le parcours. En réalité, les catcheurs doivent défendre les titres des pay-per-view.

## Accueil
Le jeu a bien été accueilli dans son ensemble.